# Rudy Tomjanovich
Rudy Tomjanovich (Hamtramck, Michigan, 24. studenog 1948.) je umirovljeni američki profesionalni košarkaš i košarkaški trener hrvatskog podrijetla. Predci su mu iz mjesta 
Krivog Puta u Lici.